# Vouzan
Vouzan település Franciaországban, Charente megyében. Lakosainak száma 822 fő (2022. január 1.). Vouzan Bouëx, Chazelles, Grassac, Saint-Germain-de-Montbron és Sers községekkel határos.

## Népesség
A település népessége az elmúlt években az alábbi módon változott:
| Lakosok száma | 338  | 497  | 674  | 650  | 750  | 764  | 780  | 811  | 829  | 822  |
|               | 1968 | 1982 | 1990 | 2006 | 2013 | 2015 | 2017 | 2019 | 2020 | 2022 |